# Пољановски мир
Пољановски мир склопљен 14. јуна 1634. (у селу Семљово на реци Пољановки) између Руског царства и Пољско-Литванске уније окончао је Смоленски рат (1632—1634).

## Одредбе
- Потврђује се граница утврђена Примирјем у Деулину: Пољска задржава черњиговску област са градовима Черњигов и Новгород Северски, а Литванија област Смоленска.[1]
- Краљ Владислав се одриче титуле руског цара.[2]
- Русија се обавезује да плати 20.000 рубаља ратне одштете.[2]
- Повлачење пољске војске из Русије и размена заробљеника.

## Значај
Једини резултат овог рата био је стабилизација династије Романова на руском престолу. Овим споразумом Пољска је први пут признала царску титулу руским владарима: до тада су им признавали само звање великог кнеза.
Изгубљене области Русија ће повратити тек у Пољско-руском рату (1654—1667).